# Ronehamn–Hemse Järnväg
Ronehamn–Hemse Järnväg (RHJ) var en 891 mm smalspårig järnväg mellan Hemse i Hemse landskommun och Ronehamn i Rone landskommun på Gotland.

## Historia
Gotlands Järnväg beviljades 1876 koncession på en järnväg mellan Visby och Hemse med bibanor till Klintehamn och Ronehamn men beslutade att inte bygga bibanorna. I början på 1890-talet undersöktes möjligheterna till ett sockerbruk på Gotland och 1894 öppnades Roma sockerbruk. Bruket blev drivande för att det skulle byggas ytterligare järnvägar på Gotland. Ett antal privatperson sökte och fick koncession på en järnväg mellan Hemse och Ronehamn 1898. Ronehamn–Hemse Järnvägsaktiebolag bildades 1899 och tog över koncessionen. Aktiekapitalet var 165 000 kronor och aktierna tecknades av Roma sockerbruk 75 000 kronor, Rone landskommun och Hemse landskommun tillsammans 85 000 kronor samt enskilda personer 5 000 kronor. Arbetet påbörjades men låg 1901 nere på grund av dåliga finanser samtidigt som koncession på förlängning till Oxarfve utgick. Trots detta gick det bettransporter 1901 även om det officiella öppnandet för godstrafik var den 15 februari 1903. Persontrafiken startade 1904. Byggkostnaden för banan var 171 000 kronor och investeringen i fordon var 14 000 kronor.

### Fordon
För persontrafiken anskaffades 1903 en begagnad ångvagn tillverkad 1898 från Norrköping–Söderköping–Vikbolandets Järnväg som efter nedläggningen såldes till Visby–Visborgsslätt–Bjärs Järnväg 1921. Enbart ångvagnen och en godsvagn tillhörde bolaget resterande godsvagnar och loket tillhörde Roma sockerbruk. Loket var tillverkat 1901 av Kristinehamns Mekaniska Werkstad. Bolaget hade 1910 tillgång till ångvagnen, ångloket och 16 godsvagnar. Efter konkursen fortsatte loket att användas av Roma sockerbruk fram till 1960

## Nedläggning
Järnvägen hade årliga förluster på omkring 3 000 kronor och bolaget ville att Gotlands Järnvägar skulle ta över trafiken och när inte det gick ansökte bolaget hos Kunglig Majestät att få upphöra med koncessionen. Bolaget sattes i konkurs den 3 juni 1918 samtidigt som all personal blev uppsagda. Järnvägen såldes på auktion i januari 1919 och rivningen av banan startade 1920. Ett försök att stoppa rivningen genom  en juridisk process misslyckades. 